# Laajajra
Laajajra  (in arabo لعجاجرة‎?) è un centro abitato e comune rurale del Marocco situato nella provincia di Moulay Yacoub, regione di Fès-Meknès. Conta una popolazione di 14 476 abitanti (censimento 2014).